# Holbrook (Massachusetts)
Pour les articles homonymes, voir Holbrook.
La ville de Holbrook est située dans le comté de Norfolk, dans le Commonwealth du Massachusetts, aux États-Unis. Lors du recensement de 2010, elle comptait 10 791 habitants.

## Source
- (en) Cet article est partiellement ou en totalité issu de l’article de Wikipédia en anglais intitulé « Holbrook, Massachusetts » (voir la liste des auteurs).